# Jovem Pan FM Matão
A Jovem Pan FM Matão é uma emissora de rádio brasileira sediada em Matão, município do estado de São Paulo. Foi fundada em 1° de abril de 2019 e pertence à Fundação Marischen. A rádio opera no dial FM, na frequência 88,1 MHz e é afiliada à Jovem Pan FM.

## História
A Fundação Marischen, responsável pela Saudades FM 90,9, tinha interesse em ter mais uma emissora de rádio e em 2013 foi protocolada uma concessão na razão Rádio Absoluta FM Ltda, o endereço da sede é o mesmo da fundação.
A montagem da emissora só começou em 2018 e no mesmo ano, a emissora recebeu autorização para operar, mas não teve data para iniciar as atividades. A Saudades FM 90,9, tem formato de música popular, enquanto a nova FM 88,1 teria o formato Jovem/Adulto.
Em 2019, uma notícia pegou Araraquara de surpresa, a saída da Jovem Pan FM nos 95,7 MHz, afiliação que estava de pé desde 1997 e foi substituída pela CBN em dezembro do mesmo ano, o que deixou o público jovem sem opção de rádio na cidade, já que a maioria era de formato popular. A Rede Jovem Pan, tinha informado que estaria procurando outra parceria para substituir.
No mesmo mês, foi anunciada a parceria entre a Jovem Pan e a Fundação Marischen e foi definido que a rede voltaria à região, pela FM 88,1 de Matão, a cidade é vizinha de Araraquara e a emissora entrou em caráter experimental no dia 21 de dezembro.
Na fase experimental, a emissora já estava retransmitindo a Jovem Pan FM, mas a sua estreia oficial só ocorreu 3 meses depois, no dia 1 de abril de 2019, além da estreia da programação local, a rede foi apresentada às 12h, na abertura do programa Pânico.
Por ter sido uma concessão de classe C, a emissora não alcançava toda a cidade de Araraquara e houve muitas reclamações de ouvintes sobre falhas no sinal. No mesmo ano, foi protocolado na Anatel o pedido de aumento de potência da mesma que foi concedido.
Depois da autorização, a emissora aumentou sua potência em janeiro de 2020 e o sinal voltou a ser alcançado em Araraquara, podendo operar até 5.000 kW de potência.